# Temperatura de película
Em dinâmica dos fluidos, a temperatura de película ou temperatura de filme (Tf, do inglês film temperature), algumas vezes chamada temperatura de superfície, é a temperatura de um fluido em uma superfície interna de um aquecedor. Para aquecedores a chama, Tf é normalmente medido dentro do tubo na parede, mas para aquecedores elétricos de imersão, é medido na superfície do elemento aquecedor.
A temperatura de película é a média aritmética da temperatura de parede (TW) e a temperatura de corrente livre (T∞). Matematicamente, isto pode ser expresso como:
{\displaystyle T_{\text{f}}={\frac {T_{\text{W}}+T_{\mathrm {\infty } }}{2}}}